# أولد رود تاون
أولد رود تاون بلدة في سانت كيتس ونيفيس. تقع على الساحل الغربي لجزيرة سانت كيتس، إلى الجنوب من الجزيرة الوسطى.
استقر على ها عام 28 يناير 1624 توماس وارنر ،ريبيكا زوجته وابنه إدوارد و 14 غيرهم. كان المستوطنون في البداية على علاقات جيدة مع سكان الجزيرة الكاريبية الأصليين، لكن هذه الصداقة لم تدم الا سنوات قليلة جدا. بدلا من زراعة السكر، والتبغ التي كانت قد وجهت إلى الجزيرة، بداء محصول التبغ في الجزيرة دعم أول مستوطنة. أصبحت باستير مستعمرة مزدهرة وبنيت المزيد من المستوطنات، وتم اعتماد باستير العاصمة بعد طرد الفرنسيون منها في عام 1713. القرية أكثر نمواً من العاصمة من حيث السياحة والصيد والصناعة الزراعية. هناك مصائد الأسماك الجديدة المعقدة، التي تمولها الحكومة التايوانية.